# تارو إيواشيرو
تارو إيواشيرو (岩代太郎 إيواشيرو تارو) هو ملحن ياباني ولد في 1 مايو 1965.

## أعماله في السينما اليابانية
- شينوبي: هارت أندر بليد
- أمير التنس
- كيكي لخدمة التوصيل (فيلم 2014)
- الصحفية

## أعماله في الدراما اليابانية
- عطلة الحب
- الصحفية (2022)

## أعماله في الأنمي

### مسلسلات أنمي تلفزيونية
- إتش تو
- مغامرات فوزان
- غارغانتيا في الكوكب الأخضر
- بليد آند سول
- بطولات أرسلان
- بطولات أرسلان: رقصة العاصفة الترابية
- كادو و الجواب الصحيح

### أنمي الإنترنت
- آيكو: إنكارنيشن

### أفلام أنمي
- روروني كينشين: قداس للإيشين شيشي
- فيلم خيميائي الفولاذ: نجم ميلوس المقدس

## أعماله في ألعاب الفيديو
- أونيموشا 2:مصير الساموراي (بالتعاون مع هيديكي أوكوغاوا وتوشيهيكو هورياما)

## وصلات خارجية
- تارو إيواشيرو على موقع IMDb (الإنجليزية)
- تارو إيواشيرو على موقع ألو سيني (الفرنسية)
- تارو إيواشيرو على موقع ميوزك برينز (الإنجليزية)
- تارو إيواشيرو على موقع أول موفي (الإنجليزية)
- تارو إيواشيرو على موقع ديسكوغز (الإنجليزية)
- تارو إيواشيرو على موقع قاعدة بيانات الفيلم (الإنجليزية)
- تارو إيواشيرو على موقع كينوبويسك (الروسية)
- تارو إيواشيرو على موقع ANN person (الإنجليزية)